# Institut de Comptabilitat i Auditoria de Comptes
L'Institut de Comptabilitat i Auditoria de Comptes (ICAC) és un organisme autònom d'Espanya adscrit al Ministeri d'Economia i Empresa, amb competències pròpies en comptabilitat, en tot el relatiu a la planificació i normalització comptable i al control de l'activitat auditora. És regulat per la Llei 19/1988, de 12 de juliol d'Auditoria de Comptes, el Reial decret 1636/1990, de 20 de desembre, que ho desenvolupa i la Llei 44/2002. de 22 de novembre de Mesures de Reforma del Sistema Financer, que modifica diversos articles de la Llei 19/1988.

## Funcions
Les principals funcions específiques, amb relació a la comptabilitat de les empreses, són les següents:
En matèria de planificació i normalització comptable:
La realització de treballs tècnics i propostes del Pla General de Comptabilitat adaptat a les Directives de la Unió Europa i a les lleis i l'aprovació dels plans específics adaptats als diferents sectors de l'activitat econòmica.
L'aprovació, mitjançant Resolucions, de normes d'obligat compliment relatives al desenvolupament del Pla General de Comptabilitat, les adaptacions sectorials del mateix i l'elaboració dels comptes anuals que s'estimin convenients per a l'aplicació d'aquestes normes.
L'actualització i perfeccionament de la planificació comptable i proposar al Ministeri d'Economia i Empresa les modificacions normatives necessàries.
En matèria d'auditoria de comptes.
L'elaboració de normes tècniques d'auditoria.
El control de l'activitat d'auditoria de comptes i l'exercici de la potestat disciplinària dels auditors de comptes i societats d'auditoria de comptes.
la cooperació internacional en l'àmbit de l'activitat d'auditoria de comptes.
Administració del Registre Oficial d'Auditors de Comptes.

## Presidents
1. Carlos Cubillo Valverde (Institut de Planificació Comptable) (25 d'agost de 1976[1] - 7 d'octubre de 1988)
2. Ricardo Bolufer Nieto (7 d'octubre de 1988[2] - 20 de setembre de 1996)
3. Antonio Gómez Ciria (20 de setembre de 1996[3] - octubre de 2000)
4. José Luis López Combarros (octubre de 2000[4] - 28 de maig de 2004)
5. José Ramón González García (28 de maig de 2004[5] - 26 de juny de 2009)
6. José Antonio Gonzalo Angulo (26 de juny de 2009[6] - 17 de febrer de 2012)
7. Ana María Martínez-Pina (17 de febrer de 2012[7] - 25 de novembre de 2016)
8. Enrique Rubio Herrera (25 de novembre de 2016)[8]